# Ivesia pityocharis
Ivesia pityocharis är en rosväxtart som beskrevs av B. Ertter. Ivesia pityocharis ingår i släktet Ivesia och familjen rosväxter. Inga underarter finns listade i Catalogue of Life.